# Patinatge de velocitat en pista curta als Jocs Olímpics d'hivern de 2006 - 1.000 metres masculins
Als Jocs Olímpics d'Hivern de 2006 celebrats a la ciutat de Torí (Itàlia) es disputà una prova de Patinatge de velocitat en pista curta sobre una distància de 1.000 metres en categoria masculina que formà part del programa oficial dels Jocs.
La prova es disputà entre els dies 15 i 18 de febrer de 2006 a les instal·lacions del Torino Palavela. Hi participaren un total de 26 patinadors de 17 comitès nacionals diferents.

## Resum de medalles
| Or           | Argent     | Bronze     |
| Ahn Hyun-Soo | Lee Ho-Suk | Apolo Ohno |

## Resultats

### Ronda preliminar
Es classifiquen per a quarts de finals els dos primers temps de cada sèrie i els dos millors tercers temps.
Ronda 1
| Pos. | Nom                 | Temps         | Notes |
| ---- | ------------------- | ------------- | ----- |
| 1    | Li Ye               | 1:27.048 (RO) | Q     |
| 2    | Nicola Rodigari     | 1:27.184      | Q     |
| 3    | Jean Charles Mattei | 1:28.009      |       |
| 4    | Paul Stanley        | 1:28.511      |       |

Ronda 2
| Pos. | Nom                     | Temps    | Notes |
| ---- | ----------------------- | -------- | ----- |
| 1    | Francois-Louis Tremblay | 1:28.925 | Q     |
| 2    | Satoru Terao            | 1:29.090 | Q     |
| 3    | Jon Eley                | 1:29.147 |       |
| 4    | Mark McNee              | 1:30.033 |       |

Ronda 3
| Pos. | Nom          | Temps    | Notes |
| ---- | ------------ | -------- | ----- |
| 1    | Ahn Hyun-Soo | 1:27.372 | Q     |
| 2    | Rusty Smith  | 1:27.508 | Q     |
| 3    | Peter Darazs | 1:27.929 | q     |

Ronda 4
| Pos. | Nom                  | Temps    | Notes |
| ---- | -------------------- | -------- | ----- |
| 1    | Lee Ho-Suk           | 1:35.634 | Q     |
| 2    | Matus Uzak           | 1:35.989 | Q     |
| 3    | Vyacheslav Kurginyan | 1:36.070 |       |

Ronda 5
| Pos. | Nom                | Temps         | Notes |
| ---- | ------------------ | ------------- | ----- |
| 1    | Eric Bedard        | 1:28.274      | Q     |
| 2    | Dariusz Kulesza    | 1:29.102      | Q     |
| 3    | Sebastian Praus    | 1:35.375      | ADV   |
| 4    | Maxime Chataignier | desqualificat |       |

Ronda 6
| Pos. | Nom           | Temps    | Notes |
| ---- | ------------- | -------- | ----- |
| 1    | Li Jiajun     | 1:27.765 | Q     |
| 2    | Fabio Carta   | 1:27.826 | Q     |
| 3    | Pieter Gysel  | 1:27.994 | q     |
| 4    | Arian Nachbar | 1:27.994 | q     |

Ronda 7
| Pos. | Nom                 | Temps         | Notes |
| ---- | ------------------- | ------------- | ----- |
| 1    | Apolo Anton Ohno    | 1:36.120      | Q     |
| 2    | Volodymyr Grygoriev | 1:36.397      | Q     |
| 3    | Mikhail Rajine      | 1:42.677      | ADV   |
|      | Niels Kerstholt\|   | desqualificat |       |

### Quarts de final
Es classifiquen per a semifinals els dos primers temps de cada quart de final.
Quarts de final 1
| Pos. | Nom             | Temps          | Notes |
| ---- | --------------- | -------------- | ----- |
| 1    | Rusty Smith     | 1:27.000 (RO') | Q     |
| 2    | Li Ye           | 1:27.078       | Q     |
| 3    | Nicola Rodigari | 1:27.240       |       |
| 4    | Mikhail Rajine  | 1:32.432       |       |
|      | Matus Uzak      | desqualificat  |       |

Quarts de final 2
| Pos. | Nom              | Temps    | Notes |
| ---- | ---------------- | -------- | ----- |
| 1    | Ahn Hyun-Soo     | 1:29.371 | Q     |
| 2    | Apolo Anton Ohno | 1:29.650 | Q     |
| 3    | Sebastian Praus  | 1:29.820 |       |
| 4    | Dariusz Kulesza  | 1:30.556 |       |

Quarts de final 3
| Pos. | Nom                     | Temps         | Notes |
| ---- | ----------------------- | ------------- | ----- |
| 1    | Li Juajun               | 1:28.179      | Q     |
| 2    | Pieter Gysel            | 1:28.335      | Q     |
| 3    | Satoru Terao            | 1:28.499      |       |
| 4    | Peter Darazs            | 1:28.738      |       |
|      | Francois-Louis Tremblay | desqualificat |       |

Quarts de final 4
| Pos. | Nom                 | Temps    | Notes |
| ---- | ------------------- | -------- | ----- |
| 1    | Lee Ho-Suk          | 1:27.265 | Q     |
| 2    | Eric Bedard         | 1:27.546 | Q     |
| 3    | Fabio Carta         | 1:27.656 |       |
| 4    | Arian Nachbar       | 1:27.679 |       |
| 5    | Volodymyr Grygoriev | 1:29.168 |       |

### Semifinals
Els dos primers temps de cadas semifinal passen a la Final A, alhora que la resta de temps passen a la Final B.
Semifinal 1
| Pos. | Nom          | Temps         | Notes |
| ---- | ------------ | ------------- | ----- |
| 1    | Lee Ho-Suk   | 1:29.150      | QA    |
| 2    | Rusty Smith  | 1:29.515      | QA    |
| 3    | Li Ye        | 1:47.965      | ADV   |
|      | Pieter Gysel | desqualificat |       |

Semifinal 2
| Pos. | Nom              | Temps         | Notes |
| ---- | ---------------- | ------------- | ----- |
| 1    | Ahn Hyun-Soo}    | 1:27.909      | QA    |
| 2    | Apolo Anton Ohno | 1:28.080      | QA    |
| 3    | Li Jiajun        | 1:29.183      | QB    |
| 4    | Eric Bedard      | desqualificat |       |

### Finals
Final A
| Pos. | Nom              | Temps         |
| ---- | ---------------- | ------------- |
| 1    | Ahn Hyun-Soo     | 1:26.739 (RO) |
| 2    | Lee Ho-Suk       | 1:26.764      |
| 3    | Apolo Anton Ohno | 1:26.927      |
| 4    | Rusty Smith      | 1:27.435      |
| 5    | Li Ye            | 1:29.918      |